# Timmy (South Park)
Timmy (Timmy 2000 en version originale) est le troisième épisode de la quatrième saison de la série animée South Park, ainsi que le 51e épisode de l'émission.

## Synopsis
Le nouvel élève Timmy ne fait pas ses devoirs. M. Garrison l'envoie chez la Principale Victoria qui s'en remet à un médecin. On lui diagnostique un déficit aigu de l'attention (DAA). Timmy est donc dispensé de devoirs. Les autres enfants décident alors de se faire également diagnostiquer un DAA : ils réussissent, mais sont tous placés sous Ritaline. Le jeune Timmy entre ensuite dans un groupe de rock et devient une star. Mais Phil Collins ne l'entend pas de cette oreille.